# Jerbarnia stocki
Jerbarnia stocki is een vlokreeftensoort uit de familie van de Maeridae. De wetenschappelijke naam van de soort is voor het eerst geldig gepubliceerd in 1990 door Thomas & Barnard.